# Kostel svatého Jakuba Staršího (Konice)
Kostel svatého Jakuba Staršího (také kostel svatého Jakuba Většího) je farní kostel v římskokatolické farnosti Konice u Znojma, nachází se v centru vesnice Konice, části Znojma. Kostel je novogotická rozměrná stavba. Kostel je chráněn jako kulturní památka České republiky.

## Historie
Kostel byl postaven mezi lety 1908 a 1909. V Konicích existovala farnost pravděpodobně již ve 14. století, zanikla však v roce 1630 a stala se filiálkou farnosti v Mikulovicích, roku 1763 však v obci existovala lokální expozitura, farnost pak ve vsi existovala až od roku 1784. V obci v tu dobu existoval kostel, ale byl poškozen požárem v roce 1808 a označen na počátku 20. století jako poškozený a nedostačující farnosti. Dle památkového úřadu ve Vídni však bylo doporučeno původní kostel zachovat či aspoň jeho kněžiště a věž. Nakonec bylo rozhodnuto o demolici původního kostela a o stavbě nového.
Nový kostel byl 3. října 1909 posvěcen Pavlem Huynem. Na věži jsou tři zvony, jeden z nich pochází z roku 1812. V roce 2009 se konala ke stému výročí od dokončení kostela pouť a byla vydána publikace ke stému výročí.